# هروب السجناء في اليمن 2006
فر ثلاثة وعشرون سجيناً يشتبة في انتمائهم لتنظيم القاعدة من إحدى السجون اليمنية عام 2006.

لوحظ في الهروب ان من ضمن الفارين عدة أفراد شاركوا في تفجير حاملة الطائرات  كول  .
الملاحظ من الهروب أن
جابر البناء يعتقد أنه مواطن أمريكي، سافر إلى أحد معسكرات التدريب الأفغانية مع بعض الأصدقاء الذين أصبح يعرف باسم  اكاوانا ستة  أو ست الجاموس، تم اعتقالهم والاشتباه بهم كخلايا نائمة "".
هرب السجناء من خلال نفق 140 مترا.

## الهاربين
ووفقا  صحيفة يمن تايمز  الهاربين كانوا:
1. ياسر بن ناصر الحميقاني
2. محمد سعيد العماد
3. فوزي محمد بن-وجيه
4. زكريا حسن البيحاني
5. عبد الرحمن احمد باصرة
6. عبد الله أحمد الريمي
7. فواز يحيى الربيعي
8. حزام صالح مجلي
9. جمال محمد البدوي
10. زكريا حسن البيحاني
11. عبد الرحمن أحمد باصرة
12. إبراهيم محمد الهويدي
13. إبراهيم محمد المطري
14. عارف صالح مجلي
15. شفيق زيد أحمد
16. جابر البناء
17. حمزة سالم الكويتي
18. عمر سعيد جار الله
19. عبد الله يحيى الوادعي
20. خالد محمد
21. قاسم الريمي
22. محمد أحمد الريمي
23. منصور ناصر البيحاني